# تل الهوى (الباب)
تل الهوى (هواهيوك)  قرية سوريّة تتبع إداريّاً لمحافظة حلب منطقة الباب ناحية الراعي، بلغ تعداد سكانها 4774 نسمة حسب التعداد السكاني لعام 2004 القرية مكون من عدة العشائر تركمانية ومن أهمها عشيرة القادرلية والقرية مقسم إلى 7 أقسام؟.